# NA-2200
La NA-2200 comunica con la NA-178 los pueblos de Bigüezal y Castillonuevo. También hace de enlace en Aragón entre Salvatierra de Esca y la frontera navarra, acogiendo esta denominación y no su respectiva aragonesa.

## Recorrido
| Denominación | Kilómetro | Salida                    | Carretera                 | Dirección                  |
| ------------ | --------- | ------------------------- | ------------------------- | -------------------------- |
| NA-2200      | 0         |                           | NA-178                    | Lumbier Navascués Pamplona |
| NA-2200      | 4         | Travesía de Bigüezal      | Travesía de Bigüezal      | Travesía de Bigüezal       |
| NA-2200      | 13        | Travesía de Castillonuevo | Travesía de Castillonuevo | Travesía de Castillonuevo  |
| NA-2200      | 19        |                           | A-137                     | Burgui Roncal Jaca Huesca  |

- Datos: Q12264081